# КФОР
Косовске снаге (енгл. Kosovo Force), познатије по свом акрониму КФОР (од енгл. KFOR), представљају оружане међународне мировне снаге под вођством НАТО-а чији је задатак чување реда и мира, односно стварања и одржавање сигурности на Косову и Метохији.
КФОР је на простор Косова и Метохије стигао 12. јуна 1999, два дана након што је усвојена Резолуција Савета безбедности УН 1244 и три дана након потписивања Војно-техничког споразума у Куманову којим је окончан рат на Косову и Метохији. У то време, на Косову и Метохији је владала велика хуманитарна криза, док су безбедносне снаге Савезне Републике Југославије и Ослободилачка војска Косова свакодневно водиле борбе. Од почетка НАТО бомбардовања Југославије приближно милион људи је избегло са ових простора.
КФОР постепено преноси своја овлашћења заштите верске и културне баштине на Полицију Републике Косово и Косовске безбедносне снаге, што међутим није у складу с Резолуцијом 1244 која наводи искључиво КФОР као једине оружане снаге на простору Косова и Метохије. КФОР у свом саставу има 4.699 војника из 28 држава.

## Структура
Контингенти КФОР-а су првобитно били груписани у 4 регионално засноване мултинационалне бригаде. Бригаде су биле одговорне за одређено подручје операције, али под јединственим ланцем команде под надлежношћу команданта КФОР-а. У августу 2005. Северноатлантски савет је одлучио изврши реконтрукцију КФОР-а, замењујући четири постојеће бригаде са пет оперативних група, како би се омогућила већа флексибилност, нпр. уклањањем ограничења за прекогранична кретања јединица са седиштем у различитим секторима Косова и Метохије. Затим у фебруару 2010. мултинационалне оперативне групе су постале мултинационалне борбене групе, а у марту 2011. КФОР је поново реконструисан, сада у само две мултинационалне борбене групе, једна са седиштем у кампу Бондстил код Урошевца, а друга са седиштем у кампу Вилађо Италија код Пећи.

### Структура 2018.
Косовске снаге, штаб у Приштини:
- Штаб групе за подршку у кампу Приштина;
- Мултинационална специјализована јединица (енгл. Multinational Specialised Unit, MSU) у Приштини (пук војне полиције у потпуности сачињен од италијанских Карабинијера);
- Мултинационалне борбена група — Исток (енгл. Multinational Battle Group-East, MNBG-E) у кампу Бондстил док Урошевца (снаге Америчке војска уз подршку Пољске, Румуније и Турске);
- Мултинационалне борбена група — Запад (енгл. Multinational Battle Group-West, MMBG-W) у кампу Вилађо Италија код Пећи (снаге Италијанске војске уз подршку Аустрије, Молдавије и Словеније);
- Заједничка логистичка група за подршку у кампу Приштина (логистичка и инжењерска подршка);
- Тактички резервни батаљон КФОР-а (енгл. KFOR Tactical Reserve Battalion, KTRBN) у кампу Ново Село (у потпуности сачињен од припадника Мађарске војске);
- Заједнички регионални одред — Сјевер (енгл. Joint Regional Detachment–North, JRD-N) у кампу Ново Село (мјесне некинетичке везе и праћење);
- Заједнички регионални одред — Запад (енгл. Joint Regional Detachment–West, JRD-W) у Призрену (мјесне некинетичке везе и праћење);
- Заједнички регионални одред — Југоисток (енгл. JJoint Regional Detachment–South East, JRD-SE) у кампу Приштина (мјесне некинетичке везе и праћење).

## Државе учеснице
На свом врхунцу, трупе КФОР-а се састојале од 50.000 мушкараца и жена из 39 различитих држава чланица НАТО-а и осталих држава које нису чланице НАТО-а. На званичном сајту КФОР-а наводи се да је 2008. учествовало укупно 14.000 војника из 34 државе. На следећим списковима приказани су бројеви војника који учествују или су учествовали у мисији КФОР-а:
| Активне              | Активне | Активне | Активне | Активне |
| Држава               | Чланица | Чланица | Број    |         |
| Држава               | НАТО    | ЕУ      | Број    |         |
| -------------------- | ------- | ------- | ------- | ------- |
| Албанија             | Да      | Не      | 90      |         |
| Аустрија             | Не      | Да      | 289     |         |
| Бугарска             | Да      | Да      | 34      |         |
| Грчка                | Да      | Да      | 110     |         |
| Данска               | Да      | Да      | 35      |         |
| Ирска                | Не      | Да      | 13      |         |
| Италија              | Да      | Да      | 1.322   |         |
| Јерменија            | Не      | Не      | 58      |         |
| Канада               | Да      | Не      | 5       |         |
| Летонија             | Да      | Да      | 141     |         |
| Литванија            | Да      | Да      | 1       |         |
| Мађарска             | Да      | Да      | 365     |         |
| Молдавија            | Не      | Не      | 41      |         |
| Немачка              | Да      | Да      | 99      |         |
| Пољска               | Да      | Да      | 210     |         |
| Румунија             | Да      | Да      | 65      |         |
| САД                  | Да      | Не      | 572     |         |
| Северна Македонија   | Да      | Не      | 65      |         |
| Словенија            | Да      | Да      | 103     |         |
| Турска               | Да      | Не      | 352     |         |
| Уједињено Краљевство | Да      | Не      | 45      |         |
| Финска               | Да      | Да      | 59      |         |
| Француска            | Да      | Да      | 2       |         |
| Хрватска             | Да      | Да      | 151     |         |
| Црна Гора            | Да      | Не      | 2       |         |
| Чешка                | Да      | Да      | 37      |         |
| Швајцарска           | Не      | Не      | 175     |         |
| Шведска              | Да      | Да      | 2       |         |
| 28                   | 22      | 18      | 4.443   |         |

| Повучене                  | Повучене | Повучене | Повучене         | Повучене |
| Држава                    | Чланица  | Чланица  | Година повлачења |          |
| Држава                    | НАТО     | ЕУ       | Година повлачења |          |
| ------------------------- | -------- | -------- | ---------------- | -------- |
| Азербејџан                | Не       | Не       | 2008.            |          |
| Аргентина                 | Не       | Не       | 2006.            |          |
| Белгија                   | Да       | Да       | 2010.            |          |
| Грузија                   | Не       | Не       | 2008.            |          |
| Естонија                  | Да       | Да       | 2018.            |          |
| Луксембург                | Да       | Да       | 2016.            |          |
| Мароко                    | Не       | Не       | 2014.            |          |
| Норвешка                  | Да       | Не       | 2020.            |          |
| Португалија               | Да       | Да       | 2021.            |          |
| Русија                    | Не       | Не       | 2003.            |          |
| Словачка                  | Да       | Да       | 2010.            |          |
| Уједињени Арапски Емирати | Не       | Не       | 2001.            |          |
| Украјина                  | Не       | Не       | 2022.            |          |
| Холандија                 | Да       | Да       | 2017.            |          |
| Шпанија                   | Да       | Да       | 2009.            |          |

## Галерија
- Војник КФОР-а италијанске војске штити српске цивиле у Ораховцу током мартовског погрома 2004.
- Немачки припадници КФОР-а 1999. године
- Америчка база Бондстил код Урошевца
- Амерички маринци стражаре, док канадски форензички тим испитује наводну масовну гробницу
- Руски војници КФОР-а.